# Sư đoàn 1, Quân đội nhân dân Việt Nam
Sư đoàn 1 là một sư đoàn bộ binh thuộc Quân đội nhân dân Việt Nam và Quân Giải phóng Miền Nam. Sư đoàn 1 tồn tại trong thời gian 9 năm từ 1965 đến 1974.

## Lịch sử
Trong giai đoạn 1964-1965, trước sự phát triển của cuộc đấu tranh tại miền Nam, với việc Mỹ và các đồng minh trong khối SEATO đem quân can thiệp, Quân ủy Trung ương và Bộ Tổng tư lệnh đề ra chủ trương thành lập Mặt trận B3 (Tây Nguyên), trong đó có Sư đoàn 1 thuộc Bộ Tổng Tư lệnh Quân đội nhân dân Việt Nam. Sư đoàn 1 là Sư đoàn chủ lực đầu tiên có mặt tại chiến trường Tây Nguyên.
Tháng 10 năm 1965, các đơn vị của Sư đoàn 1 là Trung đoàn 33 (ban đầu là Trung đoàn 101B thuộc biên chế Sư đoàn 325B), Trung đoàn 66 (tức Trung đoàn 66A, vốn là Trung đoàn 66 thuộc Sư đoàn 304) và Trung đoàn 320 được tập kết tại Tây Nguyên. Sau khi tập kết, các Trung đoàn thuộc Sư đoàn 1 đã nhanh chóng được điều động tham gia Chiến dịch Plei Me từ ngày 19 tháng 10 đến ngày 26 tháng 11 năm 1965 với đỉnh điểm là trận Ia Đrăng.
Bởi nhanh chóng tham gia vào chiến đấu nên ngày 20 tháng 12 năm 1965, thông báo thành lập Sư đoàn 1 mới chính thức được tuyên bố tại Cầu Lầy, Gia Lai với mật danh Đoàn Lê Lợi hay Nông trường 1. Đây cũng là ngày truyền thống kỷ niệm thành lập của Sư đoàn. Sau chiến dịch Plei Me, Sư đoàn 1 tiếp tục tham gia vào các chiến dịch, trận đánh khác như Chiến dịch Sa Thầy (1966), Chiến dịch Sa Thầy 2, Chiến dịch Đắk Tô 1, Tổng tiến công và nổi dậy Tết Mậu Thân 1968,...
Sau các chiến dịch trên, các đơn vị của Sư đoàn 1 dần tách ra tác chiến độc lập. Năm 1966, Trung đoàn 33 cải tổ biên chế thành Trung đoàn 101 độc lập, Trung đoàn 88 (tức Trung đoàn 88A) được điều động sang Sư đoàn 1 một thời gian rồi vào Nam. Tháng 11 năm 1967, Sư đoàn được bổ sung Trung đoàn 174 để tham gia chiến dịch Đắk Tô-Tân Cảnh. Năm 1968, Trung đoàn 33 chuyển về Sư đoàn 5 của Quân khu 5, Sư đoàn 1 được bổ sung Trung đoàn 209 dưới sự chỉ huy của Trung đoàn trưởng Trần Huy Toàn. Trung đoàn 209 đã tham gia trận Chư Tăng Kra (tháng 3 năm 1968). Trung đoàn 209 sau đó chuyển về Sư đoàn 7. Năm 1969, Trung đoàn 320 chuyển về tác chiến ở Long An.
Sau một thời gian chiến đấu độc lập, năm 1972, các đơn vị ban đầu của Sư đoàn 1 được tập hợp. Sư đoàn được thống nhất biên chế và chiến đấu đến năm 1974 thì giải thể. Trung đoàn 66 về Sư đoàn 10 thuộc Quân đoàn 3. Theo thống kê, trong thời gian tồn tại, Sư đoàn 1 đã liên tục tham gia đánh 2.974 trận, loại khỏi vòng chiến 92.000 kẻ địch, bắt sống trên 8.300 tên, phá hủy 1.231 máy bay, 3.650 xe các loại, 38 kho đạn và kho xăng dầu,...

## Kỷ niệm
Ngày 15 tháng 10 năm 2015, tại Hà Nội, Bộ trưởng Bộ Quốc phòng Phùng Quang Thanh đã trao danh hiệu Anh hùng Lực lượng vũ trang nhân dân cho Sư đoàn 1, Bộ Tổng Tư lệnh Quân đội nhân dân Việt Nam, với đại diện là Ban Liên lạc Hội bạn chiến đấu Sư đoàn 1. Đại tướng Phùng Quang Thanh nói: 
| “ | Danh hiệu Anh hùng Lực lượng vũ trang nhân dân - phần thưởng cao quý của Đảng, Nhà nước dành tặng Sư đoàn 1 là sự ghi nhận những chiến công đặc biệt xuất sắc và những cống hiến to lớn của các thế hệ cán bộ, chiến sĩ Sư đoàn đối với sự nghiệp đấu tranh giải phóng dân tộc, thống nhất đất nước. Đây là niềm vinh dự, tự hào của các thế hệ cán bộ, chiến sĩ Sư đoàn 1 và của toàn quân. Để có được những thành tích, chiến công oanh liệt đó, hàng nghìn cán bộ, chiến sĩ của Sư đoàn đã anh dũng hy sinh hoặc để lại một phần xương máu ở chiến trường. Đảng, Nhà nước, Quân ủy Trung ương, Bộ Quốc phòng và các thế hệ cán bộ, chiến sĩ Quân đội nhân dân Việt Nam sẽ mãi mãi trân trọng, ghi nhận những cống hiến và biết ơn sâu sắc về những cống hiến, hy sinh của cán bộ, chiến sĩ Sư đoàn 1 anh hùng. | ” |

Ngày 17 tháng 5 năm 2018, Đại tá Lê Mạnh Quý, nguyên Trợ lý Ban Tuyên huấn Sư đoàn 1 đã trao tặng cuốn Sổ ghi chép chưa nhiều tư liệu quý giá về Sư đoàn 1. Đại tá Đỗ Thảo, cũng là nguyên cán bộ Sư đoàn 1 cho biết: Những tư liệu về Sư đoàn 1 rất hiếm hoi, cũng chính một phần nhờ cuốn sổ ghi chép này của đồng chí Lê Mạnh Quý đã cung cấp những tư liệu quý giá nhờ đó Sư đoàn được Đảng và Nhà nước phong tặng danh hiệu Anh hùng Lực lượng vũ trang nhân dân năm 2013.

## Lãnh đạo Sư đoàn
Lãnh đạo, chỉ huy Sư đoàn Bộ binh 1 theo sách "Lịch sử Sư đoàn Bộ binh 1 (1965 - 1974)" do Viện Lịch sử Quân sự, Bộ Tổng Tham mưu Quân đội nhân dân Việt Nam biên soạn, Nhà xuất bản Quân đội nhân dân Việt Nam xuất bản năm 2024:

Giai đoạn từ tháng 10 năm 1965 đến tháng 3 năm 1966:
- Tư lệnh: Hoàng Kiện
- Chính ủy: Huỳnh Đắc Hương
- Phó Tư lệnh: Hà Vi Tùng
- Phó Chính ủy: Nguyễn Nam Khánh

Giai đoạn từ tháng 7 năm 1966 đến tháng 7 năm 1968:
- Tư lệnh: Đại tá Nguyễn Hữu An
- Chính ủy: Đại tá  Hoàng Thế Thiện
- Phó Tư lệnh - Tham mưu trưởng: Lê Hữu Đức
- Phó Tư lệnh: Trần Văn Trân
- Phó Chính ủy: Nguyễn Viên
- Chủ nhiệm Chính trị: Nguyễn Huy Định

Giai đoạn từ tháng 8 năm 1968 đến tháng 9 năm 1969:
- Tư lệnh Trần Văn Trân
- Chính ủy: Nguyễn Viên
- Phó Tư lệnh - Tham mưu trưởng: Lê Hữu Đức
- Phó Chính ủy: Nguyễn Huy Định
- Phó Tư lệnh: Trần Duy Uynh (Hai Uynh)
- Phó Tư lệnh: Đàm Văn Ngụy
- Phó Tư lệnh: Vũ Thược

Giai đoạn từ tháng 10 năm 1969 đến tháng 1 năm 1970:
- Tư lệnh Trần Văn Trân
- Chính ủy: Nguyễn Viên
- Phó Tư lệnh: Lê Duy Mật

Giai đoạn từ tháng 2 năm 1970 đến tháng 6 năm 1970:
- Tư lệnh: Lê Duy Mật
- Chính ủy: Nguyễn Viên
- Phó Tư lệnh: Trần Duy Uynh (Hai Uynh)

Giai đoạn từ tháng 7 năm 1970 đến tháng 11 năm 1973:
- Tư lệnh: Lê Duy Mật
- Chính ủy: Nguyễn Viên
- Phó Tư lệnh - Tham mưu trưởng: Đỗ Dũng
- Phó Tư lệnh: Trần Duy Uynh (Hai Uynh)
- Phó Tư lệnh: Huỳnh Văn Cụ (Tư Cường)
- Phó Tư lệnh: Ma Văn Minh
- Phó Tư lệnh: Bảy Lúa
- Phó Tư lệnh: Lê Ngọc Bì
- Phó Chính ủy: Vũ Năm
- Phó Chính ủy: Tư Cam
- Phó Chính ủy: Sáu Đặc
- Phó Chính ủy: Phan Liêm
- Phó Chính ủy: Mười Đức